# آشبورو
آشبورو (بالإنجليزية: Asheboro)‏ هي مدينة أمريكية ومركز مقاطعة راندولف في ولاية كارولاينا الشمالية في الولايات المتحدة الأمريكية.

## التركيبة السكانية
حدّد مكتب تعداد الولايات المتحدة بيانات التركيبة السكانية لآشبورو في تعداد الولايات المتحدة. في ما يلي، التركيبة السكانية حسب تعدادي 2000 و2010.

### تعداد عام 2000
بلغ عدد سكان آشبورو 21,672 نسمة بحسب تعداد عام 2000، وبلغ عدد الأسر 8,756 أسرة وعدد العائلات 5,514 عائلة مقيمة في المدينة. في حين سجلت الكثافة السكانية 441.1 نسمة لكل كيلومتر مربع (1,142.4/ميل2). وبلغ عدد الوحدات السكنية 9,515 وحدة بمتوسط كثافة قدره 193.7 لكل كيلومتر مربع (501.7/ميل2).
وتوزع التركيب العرقي للمدينة بنسبة 76.49% من البيض و12.08% من الأمريكيين الأفارقة و0.51% من الأمريكيين الأصليين و1.39% من الأمريكيين ذوي الأصول الآسيوية و0.01% من سكان جزر المحيط الهادئ و7.72% من الأعراق الأخرى و1.80% من عرقين مختلطين أو أكثر و19.93% من الهسبانيون أو اللاتينيون من أي عرق.
بلغ عدد الأسر 8,756 أسرة كانت نسبة 33.4% منها لديها أطفال تحت سن الثامنة عشر تعيش معهم، وبلغت نسبة الأزواج القاطنين مع بعضهم البعض 45.9% من أصل المجموع الكلي للأسر، ونسبة 12.5% من الأسر كان لديها معيلات من الإناث دون وجود شريك، بينما كانت نسبة 4.5% من الأسر لديها معيلون من الذكور دون وجود شريكة وكانت نسبة 37% من غير العائلات. تألفت نسبة 31.6% من أصل جميع الأسر من عدة أفراد يعيشون في نفس المنزل ونسبة 12.8% كانت تتألف من شخص يعيش بمفرده يبلغ من العمر 65 عاماً أو أكثر. وبلغ متوسط حجم الأسرة المعيشية 2.40، أما متوسط حجم العائلات فبلغ 3.01.
بلغ العمر الوسطي للسكان 34.0 عاماً. وكانت نسبة 24.1% من القاطنين تحت سن الثامنة عشر، وكانت نسبة 10.4% بين الثامنة عشر والرابعة والعشرين عاماً، ونسبة 29.9% كانت واقعةً في الفئة العمرية ما بين الخامسة والعشرين والرابعة والأربعين عاماً، ونسبة 19.1% كانت ما بين الخامسة والأربعين والرابعة والستين، ونسبة 13.6% كانت ضمن فئة الخامسة والستين عاماً فما فوق. يوجد لكل 100 أنثى 94.8 ذكر، ويوجد لكل 100 أنثى في الثامنة عشر من عمرها فما فوق 91.7 ذكر.
بلغ متوسط دخل الأسرة في المدينة 31,676 دولارًا، أما متوسط دخل العائلة فبلغ 39,397 دولارًا. وكان متوسط دخل الذكور 27,280 دولارًا مقابل 21,834 دولارًا للإناث. وسجل دخل الفرد الخاص بالمدينة 17,382 دولارًا. وكانت نسبة 12.5% من العائلات ونسبة 15.8% من السكان تحت خط الفقر، وكان من هؤلاء نسبة 24.5% تحت سن الثامنة عشر ونسبة 12.5% في الخامسة والستين من العمر وما فوق.

### تعداد عام 2010
بلغ عدد سكان آشبورو 25,012 نسمة بحسب تعداد عام 2010، وبلغ عدد الأسر 9,880 أسرة وعدد العائلات 6,100 عائلة مقيمة في المدينة. في حين سجلت الكثافة السكانية 509.1 نسمة لكل كيلومتر مربع (1,318.6/ميل2). وبلغ عدد الوحدات السكنية 11,158 وحدة بمتوسط كثافة قدره 227.1 لكل كيلومتر مربع (588.2/ميل2).
وتوزع التركيب العرقي للمدينة بنسبة 67.84% من البيض و12% من الأمريكيين الأفارقة و0.88% من الأمريكيين الأصليين و1.38% من الأمريكيين ذوي الأصول الآسيوية و0.06% من سكان جزر المحيط الهادئ و15.04% من الأعراق الأخرى و2.80% من عرقين مختلطين أو أكثر و26.86% من الهسبانيون أو اللاتينيون من أي عرق.
بلغ عدد الأسر 9,880 أسرة كانت نسبة 35.1% منها لديها أطفال تحت سن الثامنة عشر تعيش معهم، وبلغت نسبة الأزواج القاطنين مع بعضهم البعض 40.4% من أصل المجموع الكلي للأسر، ونسبة 16% من الأسر كان لديها معيلات من الإناث دون وجود شريك، بينما كانت نسبة 5.3% من الأسر لديها معيلون من الذكور دون وجود شريكة وكانت نسبة 38.3% من غير العائلات. تألفت نسبة 33% من أصل جميع الأسر من عدة أفراد يعيشون في نفس المنزل ونسبة 13% كانت تتألف من شخص يعيش بمفرده يبلغ من العمر 65 عاماً أو أكثر. وبلغ متوسط حجم الأسرة المعيشية 2.46، أما متوسط حجم العائلات فبلغ 3.15.
بلغ العمر الوسطي للسكان 34.0 عاماً. وكانت نسبة 27.1% من القاطنين تحت سن الثامنة عشر، وكانت نسبة 9.6% بين الثامنة عشر والرابعة والعشرين عاماً، ونسبة 28.3% كانت واقعةً في الفئة العمرية ما بين الخامسة والعشرين والرابعة والأربعين عاماً، ونسبة 21% كانت ما بين الخامسة والأربعين والرابعة والستين، ونسبة 13.9% كانت ضمن فئة الخامسة والستين عاماً فما فوق. وتوزع التركيب الجنسي للسكان بنسبة 47.6% ذكور و52.4% إناث.

## المناخ
يظهر الجدول التالي التغييرات المناخية على مدار السنة لآشبورو:
| البيانات المناخية لـآشبورو        | البيانات المناخية لـآشبورو | البيانات المناخية لـآشبورو | البيانات المناخية لـآشبورو | البيانات المناخية لـآشبورو | البيانات المناخية لـآشبورو | البيانات المناخية لـآشبورو | البيانات المناخية لـآشبورو | البيانات المناخية لـآشبورو | البيانات المناخية لـآشبورو | البيانات المناخية لـآشبورو | البيانات المناخية لـآشبورو | البيانات المناخية لـآشبورو | البيانات المناخية لـآشبورو |
| الشهر                             | يناير                      | فبراير                     | مارس                       | أبريل                      | مايو                       | يونيو                      | يوليو                      | أغسطس                      | سبتمبر                     | أكتوبر                     | نوفمبر                     | ديسمبر                     | المعدل السنوي              |
| --------------------------------- | -------------------------- | -------------------------- | -------------------------- | -------------------------- | -------------------------- | -------------------------- | -------------------------- | -------------------------- | -------------------------- | -------------------------- | -------------------------- | -------------------------- | -------------------------- |
| الدرجة القصوى °ف (°م)             | 78 (26)                    | 82 (28)                    | 92 (33)                    | 93 (34)                    | 97 (36)                    | 103 (39)                   | 104 (40)                   | 105 (41)                   | 100 (38)                   | 96 (36)                    | 87 (31)                    | 79 (26)                    | 105 (41)                   |
| متوسط درجة الحرارة الكبرى °ف (°م) | 49 (9)                     | 54 (12)                    | 62 (17)                    | 71 (22)                    | 78 (26)                    | 84 (29)                    | 88 (31)                    | 86 (30)                    | 80 (27)                    | 71 (22)                    | 62 (17)                    | 52 (11)                    | 70 (21)                    |
| متوسط درجة الحرارة الصغرى °ف (°م) | 30 (−1)                    | 33 (1)                     | 40 (4)                     | 48 (9)                     | 56 (13)                    | 65 (18)                    | 69 (21)                    | 68 (20)                    | 61 (16)                    | 49 (9)                     | 40 (4)                     | 33 (1)                     | 49 (10)                    |
| أدنى درجة حرارة °ف (°م)           | −8 (−22)                   | 2 (−17)                    | 8 (−13)                    | 25 (−4)                    | 33 (1)                     | 39 (4)                     | 45 (7)                     | 46 (8)                     | 36 (2)                     | 21 (−6)                    | 10 (−12)                   | −1 (−18)                   | −8 (−22)                   |
| الهطول إنش (مم)                   | 3.83 (97)                  | 3.78 (96)                  | 4.02 (102)                 | 3.64 (92)                  | 3.52 (89)                  | 3.90 (99)                  | 4.08 (104)                 | 4.17 (106)                 | 3.94 (100)                 | 3.68 (93)                  | 3.41 (87)                  | 3.27 (83)                  | 45.24 (1٬148)              |
| المصدر: The Weather Channel       |                            |                            |                            |                            |                            |                            |                            |                            |                            |                            |                            |                            |                            |

## أعلام
- جو سبينكس
- ميرفي كوري
- غريغ كوربيت
- مارك كيمب
- لودي
- ويليام ك. همر
- أل ماكلين